# Guerre romano-eque (389-388 a.C.)
La guerra romano-equa negli anni 389-388 a.C. è un conflitto che vide opposti la Repubblica Romana e gli Equi, un antico popolo italico, sottomessi poi da Roma alla fine del IV sec. a.C., durante gli ultimi anni della Seconda guerra sannitica.
Gli storici antichi, in particolare Tito Livio, scrivono gran parte della storia romana riguardo a eventi militari del periodo del V e IV sec. a.C., ma l'accuratezza di tutti i fatti riportati dagli annalisti antichi è messa in dubbio dagli storici moderni.

## La migrazione dei popoli osco-umbri del V sec. a.C.
A partire dalla fine del VI sec. e durante tutto il V sec. a.C., Volsci ed Equi migrano verso il Latium, fu la maggiore migrazione di popoli dall'Appennino verso le pianure.
Questa migrazione porta a diversi conflitti con gli abitanti della regione, i Latini e Roma, la città-stato dominante. Alla fine del V sec. a.C., gli Equi si trovano a difendersi, diverse comunità latine sembrano essere sovrastate e per contrasto questa nuova minaccia, i popoli latini si uniscono tramite il Foedus Cassianum nel 493 a.C. con una alleanza militare. Pochi anni dopo, nel 486 a.C., anche gli Ernici entrano a far parte dell'alleanza.
Dalle fonti antiche si ricavano continui combattimenti, che vedono i romani contro i volsci o gli equi, durante il V sec. a.C.; questo conflitto è composto più da incursioni, saccheggi e schermaglie che dalle battaglie descritte. Durante la seconda metà del V sec. a.C., i romani ed i latini sembrano arginare i popoli volsci ed equi: dalle fonti dell'epoca ricaviamo la fondazione di diverse colonie romano-latine mentre diminuisce la frequenza delle lotte contro Equi e Volsci.

## Guerra romano-equa del 389-388 a.C.
Secondo la cronologia tradizionale, nel 390, il condottiero gallo Brenno, capo della tribù celtica dei Senoni, sconfisse l'esercito romano nella battaglia del fiume Allia saccheggiando Roma.
La Repubblica Romana detiene il territorio intorno a Roma e le terre di Veio. La Lega Latina si estende a sud di Roma e gli Ernici occupano la valle del Tolerum. Le colonie romano-latine si trovano a Velitrae e Circeii, dove la popolazione comprende anche molti nativi Volsci.
Il territorio degli Equi si estende nella parte alta della valle dell'Aniene, del Tolenus e dell'Himella. Il loro centro principale, Liphoecua, è stato preso dai romani intorno al 484 a.C. e occupato di nuovo circa 90 anni dopo.
 Etruschi
 Falisci nemici di Roma
 Falisci alleati di Roma con guarnigione romana
 Romani
 Colonie romano-latine a maggioranza Volsca
 Colonie romano-latine
 Latini neutrali
 Latini in guerra contro Roma tra il 390 e il 377 a.C. 
 Equi
 Ernici
 Volsci
 Città volsche o aurunche (o sannite pour Atina)
 Popoli neutrali: Umbri, Sabini, Vestini, Marsi, Peligni e Aurunci

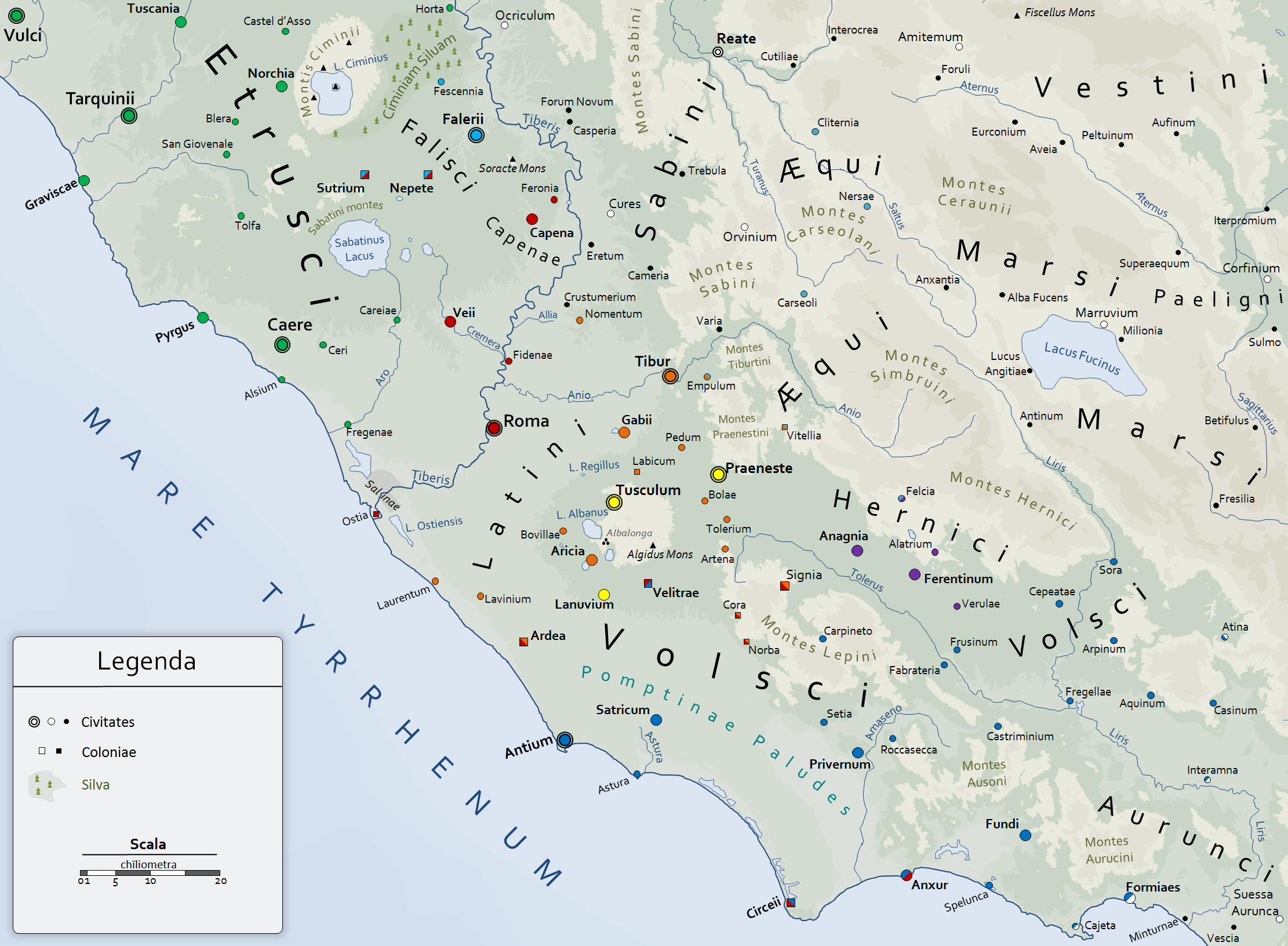
Carta del Latium all'indomani del sacco di Roma del 390 a.C.
Legenda dei colori delle città e delle colonie:

Le fonti antiche riportano che in seguito al sacco di Roma, Etruschi, ma anche Volsci ed Equi, muovono gli eserciti per sferrare il colpo fatale a Roma mentre i Latini e gli Ernici abbandonarono l'alleanza stipulata.

### La battaglia di Bola e la devastazione delle terre eque nel 389-388 a.C.

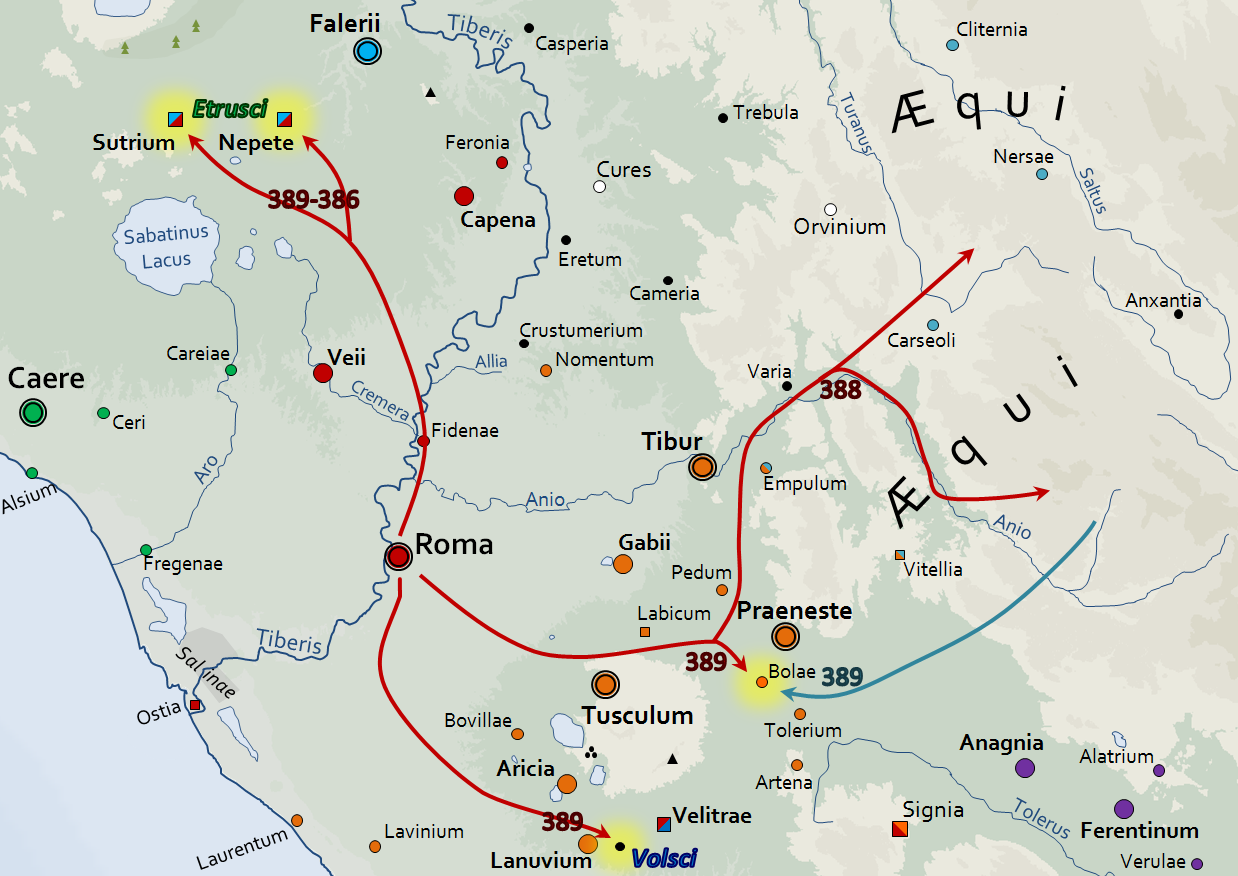
Le operazioni militari tra Roma e gli Equi nel 389-388 a.C. secondo gli autori antichi.

#### La storia secondo gli autori antichi
Secondo Tito Livio e Plutarco, gli Equi radunarono i loro eserciti a Bolae nel 389. in quel periodo, il dittatore romano Marco Furio Camillo ha appena inflitto una grave sconfitta ai Volsci. Sorprese l'esercito equo schiacciandolo e conquistando sia la città che il loro campo.
Secondo Diodoro Siculo, gli Equi assediarono effettivamente Bolae quando furono attaccati da Camillo.
Nel 388, secondo Livio, un esercito romano devastò il territorio degli equi, questa volta senza incontrare alcuna resistenza.

#### L'opinione degli storici moderni
Stephen P. Oakley considera queste campagne contro gli Equi nel 389 e 388 come storicamente valide, e questo spiegherebbe la scomparsa degli Equi dai racconti fino alla rivolta finale verso la fine della seconda guerra sannitica. Poiché si ritiene che le fonti di questo periodo siano inaffidabili, non può essere determinata la natura precisa dei combattimenti intorno a Bolae. È una città latina teatro di numerose battaglie tra Romani ed Equi, che cambia dominio a più riprese.
Karl Julius Beloch, autore noto per il suo studio critico delle fonti greche e romane, ritiene che il sacco di Roma abbia un effetto disastroso a lungo termine sulle fortune di Roma e, quindi, che le clamorose vittorie di Camillo in così breve tempo possono essere considerate come invenzioni mirate a minimizzare l'entità della sconfitta romana del 390.
Al contrario, più recentemente, Tim J. Cornell ritiene che il saccheggio gallico sia una battuta d'arresto per Roma ma che la Repubblica si riprenda rapidamente e vede nelle vittorie romane il proseguimento di una politica espansionistica aggressiva. I resoconti delle vittorie sono esagerati, alcune vicende duplicate, ma descrivono principalmente eventi davvero storici che fanno parte dello sviluppo di Roma. Sebbene il ruolo di Marco Furio Camillo sia esagerato, la frequenza con cui lo si ritrova tra le più alte cariche dimostra la sua importanza politica e militare a Roma durante questo periodo.
Gary Forsythe ha un punto di vista più scettico: gli autori antichi inventarono una serie di clamorose vittorie contro i tradizionali nemici di Roma di quel periodo, di Etruschi, di Volsci e di Equi, e datano questa serie all'anno successivo al saccheggio di Roma quando si suppone Roma essere debole e attaccato da nemici da tutti i lati.

## Sottomissione degli Equi alla fine del IV sec. a.C.
Nel 304 inizia la guerra contro gli Equi, intervenuti in aiuto dei Sanniti. I romani attaccarono una dopo l'altra le città fortificate che furono quasi tutte distrutte e incendiate. Tito Livio conclude dicendo che «possiamo dire che il popolo equo è stato sterminato». Publio Sempronio Sofo celebra il trionfo sugli equi il 24 settembre.
Nel 303 fu fondata la colonia di Alba Fucens. L'anno successivo, gli Eques tentarono di attaccare questa colonia, ma furono respinti dagli stessi coloni. Il dittatore Gaio Giunio Bubulco Bruto li sottomette prontamente e se ne aggiudica la vittoria. Nel 298 fu insediata una colonia a Carsioli consentendo quindi di controllare sia gli Equi che i Marsi. Alla fine vengono sottomessi, pur conservando alcune libertà.

### Traduzioni commentate di Tito Livio
- (FR) Annette Flobert, Histoire romaine, Jacques Heurgon, Flammarion, 1999, Flobert1999., volume II, « Livres VI à X, la conquête de l'Italie », p. 517 ISBN 978-2-080-70950-9
- (EN) Stephen Oakley, A Commentary on Livy Books VI–X, Oxford, Oxford University Press, Oakley1998.
  - volume I, « Introduction and Book VI », 1998 ISBN 978-0-198-15277-4
  - volume II, « Books VII–VIII », 1999 ISBN 978-0-198-15226-2

### Fonti antiche
1. ↑  Diodoro Siculo, Bibliotheca historica, XI, 40.
2. ↑  Diodoro Siculo, Bibliotheca historica, XIV, 106.
3. ↑  Tito Livio, Ab Urbe condita libri, VII, 1-6.
4. ↑  Plutarco, Vite parallele, Marco Furio Camillo, 33, 1.
5. ↑  Tito Livio, Ab Urbe condita libri, VI, 14.
6. ↑  Plutarco, Vite parallele, Marco Furio Camillo, 33,1 e 35,1.
7. ↑  Diodoro Siculo, Bibliotheca historica, XIV, 117,4.
8. ↑  Tito Livio, Ab Urbe condita libri, VI, 4.
9. ↑  Diodoro Siculo, Bibliotheca historica, XX, 101.
10. ↑  Tito Livio, Ab Urbe condita libri, IX, 45.
11. 1 2  Fasti triumphales  attalus.org,  http://attalus.org/translate/fasti.html., p. 96.
12. ↑  Tito Livio, Ab Urbe condita libri, X, 1.
13. ↑  Cicerone, de Off., I. n, 35.

### Fonti moderne
1. ↑  Heurgon, p. 293.
2. 1 2  Heurgon, p. 295.
3. 1 2  Heurgon, p. 297.
4. ↑  Cébeillac-Gervasoni, p. 69.
5. ↑  Cébeillac-Gervasoni, p. 48.
6. ↑  Oakley, pp. 507-508.
7. ↑  Cébeillac-Gervasoni, p. 67.
8. ↑  Oakley, pp. 352-353.
9. ↑  Oakley, pp. 348-350.
10. ↑  Cornell, pp. 318-319.
11. ↑  Forsythe, p. 257.
12. ↑  Hinard, p. 279.
13. 1 2  Heurgon, p. 330.
14. ↑  Cébeillac-Gervasoni, p. 72.
15. ↑  Hinard, p. 278.